# 黄花乌头
黄花乌头（学名：Aconitum coreanum），为毛茛科乌头属下的一个植物种。分布在中国河北北部、辽宁和吉林；朝鲜、俄罗斯远东地区。